# Xyelodontophis uluguruensis
Xyelodontophis uluguruensis är en ormart som beskrevs av Broadley och Wallach 2002. Xyelodontophis uluguruensis är ensam i släktet Xyelodontophis som ingår i familjen snokar. Inga underarter finns listade i Catalogue of Life.
Arten är med en längd mellan 75 och 150 cm en medelstor orm. Den lever i Ulugurubergen i östra Tanzania. Individerna vistas i tropiska skogar och klättrar i träd. Födan är okänd men enligt uppskattningar äter arten ödlor. Honor lägger antagligen ägg.
Huggtänderna sitter längre bak i käken. Denna orm liknar arterna i släktet Thelotornis. Därför antas att bettet kan orsaka allvarliga skador hos människor.